# Pentifylline
Pentifylline (được bán trên thị trường với tên Cosaldon) là thuốc giãn mạch.